# Condado de Hyangsan
El Condado de Hyangsan se encuentra en la Provincia de Pyŏngan del Norte, en Corea del Norte. El condado se estableció después de la división de Corea, con partes del antiguo condado de Nyŏngbyŏn.

## Geografía y turismo
La cordillera Myohyangsan y la cordillera Pinandŏk pasan por el condado de Hyangsan. El terreno tiene numerosas montañas. El más alto de estos picos es la montaña Pirobong. También hay vías fluviales, las principales son los ríos Chŏngchŏn y Kuryong. Alrededor del 77% del área del condado está ocupada por bosques. La parte oriental de Hyangsan es generalmente más alta, mientras que el lado occidental es más bajo. A medida que uno va de este a oeste, la elevación de las montañas desciende desde más de 1.000 metros de altura, hasta 300 metros de altura. El condado de Hyangsan se divide en una ciudad y en 20 aldeas. El área de la montaña Myohyangsan se encuentra dentro de la frontera del condado, y se ha desarrollado como un destino turístico. Existen numerosas instituciones relacionadas con el turismo en el área del condado de Myohangsan.

## Economía y transporte
La principal actividad económica es la agricultura, principalmente la agricultura de secano. Los principales cultivos incluyen el maíz, el arroz y la soja. También hay huertos y granjas ganaderas. Los principales productos frutales son las manzanas y las peras. Una actividad económica de Hyangsan es la sericultura y la fabricación de seda. La línea de Manpo del ferrocarril estatal norcoreano pasa por el condado, también hay varias carreteras.

## Localidades del condado
| - Hyangsan-ŭp (향산읍) - Chosal-li (조산리) - Ch'ŏnsong-ri (청송리) - Ch'ŏnsu-ri (천수리) - Hasŏ-ri (하서리) - Hamyang-ri (함양리) - Kajwa-ri (가좌리) | - Kudu-ri (구두리) - Kwanha-ri (관하리) - Puksinhyŏl-li (북신현리) - Rimhŭng-ri (림흥리) - Ripsŏng-ri (립석리) - Rohyŏl-li (로현리) - Ryongsŏng-ri (룡성리) | - Sangro-ri (상로리) - Sangsŏ-ri (상서리) - Sinhwa-ri (신화리) - Sŏkch'ang-ri (석창리) - Suyang-ri (수양리) - T'aep'yŏng-ri (태평리) - Unbong-ri (운봉리) |